# Баскија
Баскија (баск. Euskal Herria — Земља Баска) је назив који се користи за домовину Баска на западним Пиринејима која се налази на граници између Француске и Шпаније на обали Атлантског океана. Најстарији документ о насељености ове области датира из 16. вијека и он даје основу појави баскијског национализма у посљедња два вијека.
Област је подјељена на :
- Јужну Баскију у Шпанији коју чине: аутономне заједнице Баскија и Навара, као и двије енклаве: Енклава Тревињо, дио Кастиље и Леона, и Долина Виљаверде, дио Кантабрије.
- Сјеверну Баскију у Француској коју чине: Доња Навара, Лабурд и Сул у саставу Атлантских Пиринеја.

Иако нису нужно синоними, концепт јединствене културне баскијске области која обухвата различите регионе и земље је уско повезан са политиком баскијског национализма. Област је домовина Баскима (баск. Euskaldunak), њиховом језику (баск. Euskara), култури и традицији. Баскија није ни лингвистички ни културно хомогена област, и садржи већина становништва који се не изјашњавају као Баски, као што се и у јужној Навари на попису 1996. 71% становништва није изјаснило као Баски, али се 53% изјаснило да говори баскијски језик.